# Motorrad-Weltmeisterschaft 1985
Die Motorrad-WM-Saison 1985 war die 37. in der Geschichte der FIM-Motorrad-Straßenweltmeisterschaft.
In den Klassen bis 500 cm³ und bis 250 cm³ wurden zwölf, in der Klasse bis 125 cm³ zehn und in der Klasse bis 80 cm³ und bei den Gespannen sieben Rennen ausgetragen.

## Punkteverteilung
| Punktewertung | Punktewertung | Punktewertung | Punktewertung | Punktewertung | Punktewertung | Punktewertung | Punktewertung | Punktewertung | Punktewertung | Punktewertung |
| ------------- | ------------- | ------------- | ------------- | ------------- | ------------- | ------------- | ------------- | ------------- | ------------- | ------------- |
| Platz         | 1             | 2             | 3             | 4             | 5             | 6             | 7             | 8             | 9             | 10            |
| Punkte        | 15            | 12            | 10            | 8             | 6             | 5             | 4             | 3             | 2             | 1             |

In die Wertung kamen alle erzielten Resultate.

## 500-cm³-Klasse

### Teams und Fahrer
| Team                             | Hersteller       | Motorrad                            | Nr.                           | Fahrer               | Läufe          |
| -------------------------------- | ---------------- | ----------------------------------- | ----------------------------- | -------------------- | -------------- |
| Marlboro Team Agostini           | Yamaha           | Yamaha YZR500 (OW 81)               | 1                             | Eddie Lawson         | alle           |
| Marlboro Team Agostini           | Yamaha           | Yamaha YZR500 (OW 81)               | 3                             | Raymond Roche        | alle           |
| Marlboro Team Agostini           | Yamaha           | Yamaha YZR500 (OW 81)               | 26                            | Tadahiko Taira       | 4–5            |
| Rothmans Honda / Mamola          | Honda            | Honda NS 500 Honda NSR 500          | 2                             | Randy Mamola         | alle           |
| Rothmans Honda / HRC             | Honda            | Honda NSR 500                       | 4                             | Freddie Spencer      | 1–11           |
| Rothmans Honda Britain           | Honda            | Honda NS 500                        | 5                             | Ron Haslam           | alle           |
| Rothmans Honda Britain           | Honda            | Honda NS 500 Honda NSR 500          | 7                             | Wayne Gardner        | alle           |
| Rothmans Honda Britain           | Honda            | Honda RS 500                        | 22                            | Roger Burnett        | 10             |
| Rothmans Honda Britain           | Honda            | Honda RS 500                        | 51                            | Roger Marshall       | 10             |
| Team Gauloises Yamaha            | Yamaha           | Yamaha YZR500 (OW 81)               | 6                             | Christian Sarron     | alle           |
| Shell-Toshiba Racing Team        | Honda            | Honda RS 500                        | 8                             | Boet van Dulmen      | alle           |
| Team Honda Benelux-Elf           | Honda            | Honda NS 500                        | 9                             | Didier de Radiguès   | alle           |
| Team Honda Benelux-Elf           | Honda            | Honda RS 500                        | 57 63                         | Pierre-Étienne Samin | 7, 9           |
| Team Elf c/o ROC                 | Honda Elf        | Honda NS 500 Elf 2                  | 34 39 32 31 36 44 53 45 40 33 | Christian Le Liard   | alle           |
| Cagiva                           | Cagiva           | Cagiva C10                          | 10                            | Virginio Ferrari     | 12             |
| Cagiva                           | Cagiva           | Cagiva C10                          | 58 43                         | Marco Lucchinelli    | 6–8, 12        |
| Chevallier                       | Chevallier-Honda | Honda RS 500                        | 12                            | Thierry Espié        | 1, 6–8, 10–12  |
| HB Suzuki GP Team                | Suzuki           | Suzuki RG 500 Gamma                 | 13                            | Franco Uncini        | 1, 3–12        |
| HB Suzuki GP Team                | Suzuki           | Suzuki RG 500 Gamma                 | 30                            | Sito Pons            | alle           |
| Racing Team Katayama             | Bakker-Honda     | Honda RS 500                        | 14                            | Takazumi Katayama    | 2–3, 5–8       |
| Skoal Bandit Heron Suzuki        | Suzuki           | Suzuki RG 500 Gamma                 | 19 33                         | Rob McElnea          | alle           |
| Skoal Bandit Heron Suzuki        | Suzuki           | Suzuki RG 500 Gamma                 | 55 25                         | Paul Lewis           | 10, 12         |
| unbekannt                        | Honda            | Honda RS 500                        | 20                            | Eero Hyvärinen       | 2–12           |
| Myers Motorcycles                | Suzuki           | Suzuki RG 500 Gamma                 | 21                            | Gary Lingham         | 3–5, 10        |
| unbekannt                        | Suzuki Paton     | Suzuki RG 500 Gamma Paton V 90 BM 4 | 27                            | Massimo Broccoli     | 1–2, 4–6       |
| Zwafink + Wilbers Racing         | Bakker-Honda     | Honda RS 500                        | 28                            | Gustav Reiner        | 1, 6–12        |
| SDC Builders                     | Honda            | Honda RS 500                        | 29                            | Keith Huewen         | 1, 3–5, 10     |
| Team Italia                      | Honda            | Honda RS 500                        | 32 31 34 16                   | Fabio Biliotti       | alle           |
| Team Italia                      | Honda            | Honda RS 500                        | 42 38 39 31                   | Armando Errico       | 2–3, 6–12      |
| Team Italia                      | Honda            | Honda RS 500                        | 57 51 36 50 48 32             | Massimo Messere      | 1, 6–12        |
| Michael Baldwin Racing           | Honda            | Honda RS 500 Honda NS 500           | 33 31 18 11                   | Mike Baldwin         | alle           |
| Sid Griffiths Racing / Duckhams  | Suzuki           | Suzuki RG 500 Gamma                 | 33 36 43                      | Simon Buckmaster     | 2–3, 5, 9–11   |
| Team Arnetoli                    | Suzuki Paton     | Suzuki RG 500 Gamma Paton V 90 BM 4 | 41 38                         | Marco Papa           | 3–4, 6–8, 12   |
| Kreepy Krauly Racing Team        | Honda            | Honda RS 500                        | 42 54 49 38 33 32             | Dave Petersen        | alle           |
| DAF Trucks                       | Honda            | Honda RS 500                        | 46 62                         | Karl Truchsess       | 3–5, 7, 10, 12 |
| Frankonia Suzuki                 | Suzuki           | Suzuki RGB 500                      | 47 52 34                      | Wolfgang von Muralt  | alle           |
| Nimag / Oud Bier                 | Suzuki           | unbekannt                           | 52 56 37                      | Rob Punt             | 5, 7–12        |
| Stichting Nederlands Racing Team | Honda            | Honda RS 500                        | 53 43                         | Henk van der Mark    | 2, 4–5, 7–8    |
| Stichting Nederlands Racing Team | Honda            | Honda RS 500                        | 54                            | Mile Pajic           | 2, 7–8         |
| Jim Finlay Racing                | Suzuki           | unbekannt                           | 60 59                         | Neil Robinson        | 2–4, 8–10      |
| unbekannt                        | Suzuki           | unbekannt                           | ?                             | Andy Leuthe          | 4, 6, 9, 11–12 |
| Quelle:                          |                  |                                     |                               |                      |                |

| Legende         |
| --------------- |
| Stammfahrer     |
| Wildcard-Fahrer |
| Ersatzfahrer    |

### Rennergebnisse
|    | Datum  | Rennen                 | Strecke           | Platz 1          | Platz 2         | Platz 3          | Pole-Position   | Schn. Rennrunde  |
| -- | ------ | ---------------------- | ----------------- | ---------------- | --------------- | ---------------- | --------------- | ---------------- |
| 1  | 23.03. | GP von Südafrika       | Kyalami           | Eddie Lawson     | Freddie Spencer | Wayne Gardner    | Freddie Spencer | Freddie Spencer  |
| 2  | 05.05. | GP von Spanien         | Jarama            | Freddie Spencer  | Eddie Lawson    | Christian Sarron | Eddie Lawson    | Freddie Spencer  |
| 3  | 19.05. | 49. GP von Deutschland | Hockenheim        | Christian Sarron | Freddie Spencer | Ron Haslam       | Freddie Spencer | Christian Sarron |
| 4  | 26.05. | 63. GP der Nationen    | Misano            | Freddie Spencer  | Eddie Lawson    | Wayne Gardner    | Freddie Spencer | Freddie Spencer  |
| 5  | 02.06. | GP von Österreich      | Salzburgring      | Freddie Spencer  | Eddie Lawson    | Christian Sarron | Freddie Spencer | Freddie Spencer  |
| 6  | 16.06. | GP von Jugoslawien     | Rijeka            | Eddie Lawson     | Freddie Spencer | Wayne Gardner    | Freddie Spencer | Eddie Lawson     |
| 7  | 29.06. | 55. Dutch TT           | Assen             | Randy Mamola     | Ron Haslam      | Wayne Gardner    | Freddie Spencer | Wayne Gardner    |
| 8  | 07.07. | 58. GP von Belgien     | Spa-Francorchamps | Freddie Spencer  | Eddie Lawson    | Christian Sarron | Freddie Spencer | Eddie Lawson     |
| 9  | 21.06. | GP von Frankreich      | Le Mans           | Freddie Spencer  | Raymond Roche   | Randy Mamola     | Freddie Spencer | Christian Sarron |
| 10 | 04.08. | GP von Großbritannien  | Silverstone       | Freddie Spencer  | Eddie Lawson    | Christian Sarron | Freddie Spencer | Freddie Spencer  |
| 11 | 11.08. | GP von Schweden        | Anderstorp        | Freddie Spencer  | Eddie Lawson    | Ron Haslam       | Freddie Spencer | Freddie Spencer  |
| 12 | 01.09. | 5. GP von San Marino   | Misano            | Eddie Lawson     | Wayne Gardner   | Randy Mamola     | Freddie Spencer | Freddie Spencer  |

### Fahrerwertung
| 1  | Freddie Spencer      | Honda        | 141 |
| 2  | Eddie Lawson         | Yamaha       | 133 |
| 3  | Christian Sarron     | Yamaha       | 80  |
| 4  | Wayne Gardner        | Honda        | 73  |
| 5  | Ron Haslam           | Honda        | 73  |
| 6  | Randy Mamola         | Honda        | 72  |
| 7  | Raymond Roche        | Yamaha       | 50  |
| 8  | Didier de Radiguès   | Honda        | 47  |
| 9  | Rob McElnea          | Heron-Suzuki | 20  |
| 10 | Boet van Dulmen      | Honda        | 18  |
|    | Mike Baldwin         | Honda        | 18  |
| 12 | Pierre-Étienne Samin | Honda        | 11  |
|    | Sito Pons            | Suzuki       | 11  |
| 14 | Gustav Reiner        | Honda        | 10  |

| 15 | Franco Uncini     | Suzuki           | 8 |
| 16 | Fabio Biliotti    | Honda            | 5 |
| 17 | Mile Pajic        | Honda            | 3 |
|    | Takazumi Katayama | Honda            | 3 |
|    | Roger Burnett     | Honda            | 3 |
| 20 | Thierry Espié     | Chevallier-Honda | 3 |
| 21 | Tadahiko Taira    | Yamaha           | 2 |
|    | Henk van der Mark | Honda            | 2 |
|    | Neil Robinson     | Suzuki           | 2 |
| 24 | Dave Petersen     | Honda            | 1 |
|    | Rob Punt          | Suzuki           | 1 |
|    | Paul Lewis        | Heron-Suzuki     | 1 |
|    | Massimo Messere   | Honda            | 1 |

### Konstrukteurswertung
Der Konstrukteurstitel wurde Honda zuerkannt.

## 250-cm³-Klasse

### Rennergebnisse
|    | Datum  | Rennen                 | Strecke           | Platz 1         | Platz 2         | Platz 3         | Pole-Position   | Schn. Rennrunde |
| -- | ------ | ---------------------- | ----------------- | --------------- | --------------- | --------------- | --------------- | --------------- |
| 1  | 23.03. | GP von Südafrika       | Kyalami           | Freddie Spencer | Toni Mang       | Mario Rademeyer | Carlos Lavado   | Mario Rademeyer |
| 2  | 05.05. | GP von Spanien         | Jarama            | Carlos Lavado   | Martin Wimmer   | Toni Mang       | Freddie Spencer | Freddie Spencer |
| 3  | 15.05. | 49. GP von Deutschland | Hockenheim        | Martin Wimmer   | Freddie Spencer | Toni Mang       | Freddie Spencer | Martin Wimmer   |
| 4  | 26.05. | 63. GP der Nationen    | Misano            | Freddie Spencer | Carlos Lavado   | Fausto Ricci    | Martin Wimmer   | Freddie Spencer |
| 5  | 02.06. | GP von Österreich      | Salzburgring      | Freddie Spencer | Toni Mang       | Fausto Ricci    | Freddie Spencer | Freddie Spencer |
| 6  | 16.06. | GP von Jugoslawien     | Rijeka            | Freddie Spencer | Carlos Lavado   | Loris Reggiani  | Freddie Spencer | Freddie Spencer |
| 7  | 29.06. | 55. Dutch TT           | Assen             | Freddie Spencer | Martin Wimmer   | Toni Mang       | Carlos Lavado   | Martin Wimmer   |
| 8  | 07.07. | 58. GP von Belgien     | Spa-Francorchamps | Freddie Spencer | Carlos Lavado   | Toni Mang       | Freddie Spencer | Freddie Spencer |
| 9  | 21.06. | GP von Frankreich      | Le Mans           | Freddie Spencer | Toni Mang       | Fausto Ricci    | Freddie Spencer | Freddie Spencer |
| 10 | 04.08. | GP von Großbritannien  | Silverstone       | Toni Mang       | Reinhold Roth   | Manfred Herweh  | Freddie Spencer | Freddie Spencer |
| 11 | 11.08. | GP von Schweden        | Anderstorp        | Toni Mang       | Carlos Lavado   | Fausto Ricci    | Carlos Lavado   | Toni Mang       |
| 12 | 01.09. | 5. GP von San Marino   | Misano            | Carlos Lavado   | Toni Mang       | Loris Reggiani  | Carlos Lavado   | Carlos Lavado   |

### Fahrerwertung
| 1  | Freddie Spencer      | Honda              | 127 |
| 2  | Toni Mang            | Honda              | 124 |
| 3  | Carlos Lavado        | Yamaha             | 94  |
| 4  | Martin Wimmer        | Yamaha             | 69  |
| 5  | Fausto Ricci         | Honda              | 50  |
| 6  | Loris Reggiani       | Aprilia-Rotax      | 44  |
| 7  | Alan Carter          | Honda              | 32  |
| 8  | Manfred Herweh       | Real-Rotax         | 31  |
| 9  | Reinhold Roth        | Juchem-Yamaha      | 29  |
| 10 | Jacques Cornu        | Parisienne / Honda | 25  |
| 11 | Pierre Bolle         | Parisienne / Honda | 22  |
| 12 | Carlos Cardús        | Cobas-Rotax        | 21  |
| 13 | Jean-Michel Mattioli | Yamaha             | 19  |
| 14 | Donnie McLeod        | Armstrong-Rotax    | 14  |
| 15 | Mario Rademeyer      | Yamaha             | 10  |
| 16 | Siegfried Minich     | Yamaha             | 9   |

| 17 | Luis Miguel Reyes      | Cobas-Rotax       | 9 |
| 18 | Joan Garriga           | Cobas-Rotax       | 8 |
| 19 | Jean-François Baldé    | Pernod / Yamaha   | 8 |
| 20 | Stéphane Mertens       | Yamaha            | 8 |
| 21 | Dominique Sarron       | Honda             | 7 |
| 22 | Maurizio Vitali        | Garelli           | 5 |
|    | Roland Freymond        | Yamaha            | 5 |
|    | Hans Lindner           | Rotax             | 5 |
|    | Harald Eckl            | Juchem-Yamaha     | 5 |
| 26 | Jean Foray             | Chevallier-Yamaha | 4 |
| 27 | August Auinger         | Bartol            | 3 |
| 28 | Thierry Rapicault      | Yamaha            | 1 |
|    | Jean-Louis Guignabodet | MIG-Rotax         | 1 |
|    | Patrick Igoa           | Honda             | 1 |
|    | Joey Dunlop            | Honda             | 1 |
|    | Niall Mackenzie        | Armstrong         | 1 |

### Konstrukteurswertung
Der Konstrukteurstitel wurde Honda zuerkannt.

## 125-cm³-Klasse

### Rennergebnisse
|    | Datum  | Rennen                 | Strecke           | Platz 1            | Platz 2            | Platz 3            | Pole-Position      | Schn. Rennrunde    |
| -- | ------ | ---------------------- | ----------------- | ------------------ | ------------------ | ------------------ | ------------------ | ------------------ |
| 1  | 05.05. | GP von Spanien         | Jarama            | Pier Paolo Bianchi | Fausto Gresini     | Domenico Brigaglia | Luca Cadalora      | Pier Paolo Bianchi |
| 2  | 15.05. | 49. GP von Deutschland | Hockenheim        | August Auinger     | Fausto Gresini     | Pier Paolo Bianchi | Pier Paolo Bianchi | August Auinger     |
| 3  | 26.05. | 63. GP der Nationen    | Misano            | Pier Paolo Bianchi | Ezio Gianola       | Lucio Pietroniro   | August Auinger     | Luca Cadalora      |
| 4  | 02.06. | GP von Österreich      | Salzburgring      | Fausto Gresini     | August Auinger     | Ezio Gianola       | Ezio Gianola       | Fausto Gresini     |
| 5  | 29.06. | 55. Dutch TT           | Assen             | Pier Paolo Bianchi | Ezio Gianola       | Fausto Gresini     | Fausto Gresini     | Jussi Hautaniemi   |
| 6  | 07.07. | 58. GP von Belgien     | Spa-Francorchamps | Fausto Gresini     | Bruno Kneubühler   | Lucio Pietroniro   | Fausto Gresini     | August Auinger     |
| 7  | 21.06. | GP von Frankreich      | Le Mans           | Ezio Gianola       | Fausto Gresini     | Bruno Kneubühler   | Fausto Gresini     | Ezio Gianola       |
| 8  | 04.08. | GP von Großbritannien  | Silverstone       | August Auinger     | Pier Paolo Bianchi | Jean-Claude Selini | Ezio Gianola       | August Auinger     |
| 9  | 11.08. | GP von Schweden        | Anderstorp        | August Auinger     | Pier Paolo Bianchi | Fausto Gresini     | Fausto Gresini     | Ezio Gianola       |
| 10 | 01.09. | 5. GP von San Marino   | Misano            | Fausto Gresini     | Ezio Gianola       | Maurizio Vitali    | Fausto Gresini     | Bruno Kneubühler   |

### Fahrerwertung
| 1  | Fausto Gresini     | Garelli | 109 |
| 2  | Pier Paolo Bianchi | MBA     | 99  |
| 3  | August Auinger     | MBA     | 78  |
| 4  | Ezio Gianola       | Garelli | 77  |
| 5  | Bruno Kneubühler   | LCR-MBA | 58  |
| 3  | Domenico Brigaglia | MBA     | 45  |
| 7  | Jean-Claude Selini | MBA     | 36  |
| 8  | Jussi Hautaniemi   | MBA     | 26  |
| 9  | Lucio Pietroniro   | MBA     | 25  |
| 10 | Olivier Liégeois   | MBA     | 23  |
| 11 | Johnny Wickström   | MBA     | 17  |
| 12 | Maurizio Vitali    | MBA     | 10  |
| 13 | Alfred Waibel      | MBA     | 10  |

| 14 | Willy Pérez        | MBA | 9 |
| 15 | Giuseppe Ascareggi | MBA | 6 |
| 16 | Håkan Olsson       | MBA | 5 |
| 17 | Luca Cadalora      | MBA | 4 |
| 18 | Andres Sánchez     | MBA | 4 |
| 19 | Willi Hupperich    | MBA | 4 |
| 20 | Mike Leitner       | MBA | 3 |
|    | Esa Kytölä         | MBA | 3 |
| 22 | Thierry Feuz       | MBA | 3 |
| 23 | Jacky Hutteau      | MBA | 2 |
|    | Gastone Grassetti  | MBA | 2 |
| 25 | Michel Escudier    | MBA | 1 |
|    | Mick McGarrity     | MBA | 1 |

### Konstrukteurswertung
Der Konstrukteurstitel wurde MBA zuerkannt.

## 80-cm³-Klasse

### Rennergebnisse
|   | Datum  | Rennen                 | Strecke    | Platz 1           | Platz 2           | Platz 3           | Pole-Position     | Schn. Rennrunde   |
| - | ------ | ---------------------- | ---------- | ----------------- | ----------------- | ----------------- | ----------------- | ----------------- |
| 1 | 05.05. | GP von Spanien         | Jarama     | Jorge Martínez    | Stefan Dörflinger | Manuel Herreros   | Stefan Dörflinger | Jorge Martínez    |
| 2 | 15.05. | 49. GP von Deutschland | Hockenheim | Stefan Dörflinger | Gerhard Waibel    | Gert Kafka        | Stefan Dörflinger | Stefan Dörflinger |
| 3 | 26.05. | 63. GP der Nationen    | Misano     | Jorge Martínez    | Manuel Herreros   | Stefan Dörflinger | Stefan Dörflinger | Jorge Martínez    |
| 4 | 16.06. | GP von Jugoslawien     | Rijeka     | Stefan Dörflinger | Jorge Martínez    | Manuel Herreros   | Stefan Dörflinger | Stefan Dörflinger |
| 5 | 29.06. | 55. Dutch TT           | Assen      | Gert Kafka        | Stefan Dörflinger | Jorge Martínez    | Stefan Dörflinger | Stefan Dörflinger |
| 6 | 21.06. | GP von Frankreich      | Le Mans    | Ángel Nieto       | Stefan Dörflinger | Henk van Kessel   | Jorge Martínez    | Jorge Martínez    |
| 7 | 01.09. | 5. GP von San Marino   | Misano     | Jorge Martínez    | Ian McConnachie   | Stefan Dörflinger | Jorge Martínez    | Ian McConnachie   |

### Fahrerwertung
| 1  | Stefan Dörflinger    | Krauser    | 86 |
| 2  | Jorge Martínez       | Derbi      | 67 |
| 3  | Gert Kafka           | Seel       | 48 |
| 4  | Manuel Herreros      | Derbi      | 45 |
| 5  | Gerhard Waibel       | Real-Seel  | 35 |
| 6  | Ian McConnachie      | Krauser    | 33 |
| 7  | Theo Timmer          | HuVo-Casal | 21 |
| 8  | Henk van Kessel      | HuVo-Casal | 18 |
| 9  | Ángel Nieto          | Derbi      | 15 |
| 10 | Paul Rimmelzwaan (†) | Harmsen    | 15 |
| 11 | Jean-Marc Velay      | GMV-Casal  | 14 |
| 12 | Hans Spaan           | HuVo-Casal | 13 |
| 13 | Juan Ramón Bolart    | Autisa     | 9  |

| 14 | Stefan Prein        | HuVo-Casal   | 6 |
| 15 | Serge Julin         | Bakker-Casal | 6 |
| 16 | Rainer Kunz         | Ziegler      | 5 |
|    | Domingo Gil Blanco  | Autisa       | 5 |
| 18 | Reinhard Koberstein | Seel         | 4 |
|    | Vittorio Sblendorio | Mancini      | 4 |
| 20 | Richard Bay         | Rupp-Maico   | 4 |
| 21 | Giuliano Tabanelli  | B.B.F.T.     | 3 |
| 22 | Jaimie Lodge        | Krauser      | 2 |
|    | Kees Besseling      | CJB          | 2 |
| 24 | Bernd Rossbach      | HuVo-Casal   | 1 |
|    | Günter Schirnhofer  | Krauser      | 1 |

### Konstrukteurswertung
Der Konstrukteurstitel wurde Krauser zuerkannt.

## Gespanne (500 cm³)

### Rennergebnisse
|   | Datum  | Rennen                 | Strecke           | Platz 1                              | Platz 2                              | Platz 3                              | Pole-Position                       | Schn. Rennrunde                     |
| - | ------ | ---------------------- | ----------------- | ------------------------------------ | ------------------------------------ | ------------------------------------ | ----------------------------------- | ----------------------------------- |
| 1 | 15.05. | 49. GP von Deutschland | Hockenheim        | Werner Schwärzel / Fritz Buck        | Steve Webster / Tony Hewitt          | Egbert Streuer / Bernard Schnieders  | Werner Schwärzel / Fritz Buck       | Steve Webster / Tony Hewitt         |
| 2 | 02.06. | GP von Österreich      | Salzburgring      | Rolf Biland / Kurt Waltisperg        | Werner Schwärzel / Fritz Buck        | Steve Webster / Tony Hewitt          | Egbert Streuer / Bernard Schnieders | Werner Schwärzel / Fritz Buck       |
| 3 | 29.06. | 55. Dutch TT           | Assen             | Rolf Biland / Kurt Waltisperg        | Werner Schwärzel / Fritz Buck        | Egbert Streuer / Bernard Schnieders  | Steve Webster / Tony Hewitt         | Rolf Biland / Kurt Waltisperg       |
| 4 | 07.07. | 58. GP von Belgien     | Spa-Francorchamps | Egbert Streuer / Bernard Schnieders  | Rolf Biland / Kurt Waltisperg        | Werner Schwärzel / Fritz Buck        | Egbert Streuer / Bernard Schnieders | Egbert Streuer / Bernard Schnieders |
| 5 | 21.06. | GP von Frankreich      | Le Mans           | Egbert Streuer / Bernard Schnieders  | Werner Schwärzel / Fritz Buck        | Masato Kumano / Helmut Diehl         | Egbert Streuer / Bernard Schnieders | Egbert Streuer / Bernard Schnieders |
| 6 | 04.08. | GP von Großbritannien  | Silverstone       | Wegen schlechten Wetters annulliert. | Wegen schlechten Wetters annulliert. | Wegen schlechten Wetters annulliert. | Egbert Streuer / Bernard Schnieders | –                                   |
| 7 | 11.08. | GP von Schweden        | Anderstorp        | Egbert Streuer / Bernard Schnieders  | Werner Schwärzel / Fritz Buck        | Steve Webster / Tony Hewitt          | Rolf Biland / Kurt Waltisperg       | Rolf Biland / Kurt Waltisperg       |

### Fahrerwertung
| 1  | Egbert Streuer       | Bernard Schnieders              | LCR-Yamaha               | 73 |
| 2  | Werner Schwärzel     | Fritz Buck                      | LCR-Yamaha               | 73 |
| 3  | Rolf Biland          | Kurt Waltisperg                 | LCR-Yamaha / LCR-Krauser | 50 |
| 4  | Steve Webster        | Tony Hewitt                     | LCR-Yamaha               | 32 |
| 5  | Alfred Zurbrügg      | Martin Zurbrügg                 | LCR-Yamaha               | 26 |
| 6  | Masato Kumano        | Helmut Diehl                    | LCR-Yamaha               | 19 |
| 7  | Alain Michel         | Jean-Marc Fresc                 | LCR-Yamaha               | 13 |
|    | Steve Abbott         | Shaun Smith                     | Windle-Yamaha            | 13 |
| 9  | Markus Egloff        | Urs Egloff                      | LCR-Yamaha               | 12 |
| 10 | Mick Barton          | Simon Birchall                  | LCR-Yamaha               | 11 |
| 11 | Hans Hügli           | Andreas Schütz bzw. Karl Paul   | LCR-Yamaha               | 11 |
| 12 | Frank Wrathall       | Graham Rose bzw. Phil Spendlove | Seymaz-Yamaha            | 8  |
| 13 | Rolf Steinhausen     | Bruno Hiller                    | Busch-ARO                | 8  |
| 14 | Hansruedi Christinat | Markus Fährni                   | LCR-Yamaha               | 8  |
| 15 | Hein van Drie        | Ian Colquhoun                   | LCR-Yamaha               | 8  |
| 16 | Theo van Kempen      | Geral de Haas                   | LCR-Yamaha               | 7  |
| 17 | Derek Bailey         | Brian Nixon                     | LCR-Yamaha               | 7  |
| 18 | Derek Jones          | Brian Ayres                     | LCR-Yamaha               | 6  |
| 19 | Martin Kooij         | Raimond van den Groep           | LCR-Yamaha               | 3  |
|    | Luigi Casagrande     | René Nydegger                   | LCR-Yamaha               | 3  |
| 21 | Wolfgang Stropek     | Hans-Peter Demling              | LCR-Yamaha               | 2  |
|    | Graham Gleeson       | Kerry Chapman                   | LCR-Yamaha               | 2  |
| 23 | Dennis Bingham       | Julia Bingham                   | LCR-Yamaha               | 1  |

### Konstrukteurswertung
Der Konstrukteurstitel wurde Yamaha zuerkannt.

## Verweise